# Natividad Yarza Planas
Natividad Yarza Planas (Valladolid, 24 de diciembre de 1872 - Toulouse, 16 de febrero de 1960) fue una política y maestra española, primera alcaldesa de España elegida democráticamente en las elecciones de enero de 1934 en la candidatura de Esquerra Republicana de Catalunya de Bellprat.

## Biografía
Nació en Valladolid, hija de Manuel Yarza Lavilla, un zapatero que trabajaba para el ejército y era originario de Brea de Aragón y de Lorenza Planas Ramis, nacida en Huarte (Navarra). Natividad era la segunda de tres hermanos. La familia se trasladó a Zaragoza a los pocos meses de nacer Natividad y en 1876 se desplazaron a Barcelona.
De 1904 a 1905 cursó estudios en la Escuela Normal de Huesca y en 1906 comenzó a ejercer como maestra en Santa Margarita de Montbuy, Pontons, Vilada, Malla, Saderra (Orís), Vilanova del Camí, Igualada, Gandesa, Cabrera de Mar, Candasnos y finalmente, en junio de 1930, fue nombrada maestra en propiedad de la escuela de Bellprat. 
En el verano de 1934 se trasladó a la plaza de maestra en la La Pobla de Claramunt, localidad donde residió hasta el inicio de la guerra civil.

## Actividad política
Participó en 1931 en la constitución de la "Asociación Femenina Republicana Victoria Kent", junto con Irene González Barrio, Julia Balagué Casas, Magdalena Alabart Belart, Josefa Ferrer Vallès, Francesca Quelart Ferrer, Teresa Sabadell e Isabel Jornet. 
Se afilió al Partido Republicano Radical Socialista y fue una destacada propagandista y miembro de la Junta Directiva del Centro Radical Socialista del distrito IX de Barcelona. El 1933 participó como oradora en el homenaje a Benito Pérez Galdós y al sexagésimo aniversario de la proclamación de la Primera República. También participó activamente en la instauración del Centro Radical Socialista de Bellprat. El 7 de julio de 1933 fue elegida vicesecretaria de la Junta General Constituyente del Instituto Laico Benéfico de Cataluña.
Después de las elecciones generales de noviembre de 1933, Yarza abandonó el partido para encabezar la candidatura de Esquerra Republicana de Catalunya en las elecciones municipales de Bellprat, resultando elegida alcaldesa democráticamente en las elecciones del 14 de enero de 1934. Otras fuentes afirman que fue la primera electa por sufragio en Cataluña y la primera de España fue Catalina San Martín, unos meses antes que Yarza.
Con motivo de la discusión de la Ley de Contratos de Cultivo, Yarza participó como oradora en sendos mítines en Bellprat y San Martín de Tous.
Durante la guerra civil se trasladó de miliciana al frente de Aragón donde realizó tareas de abastecimientos para las trincheras. Una vez terminada la guerra, Yarza se exilió en Francia.
En 1940 la Comisión depuradora de Magisterio la dio de baja como maestra. Murió en Tolosa en 1960.
A partir de 1953, mientras vivía en Toulouse, comenzó a recibir apoyo del Spanish Refugee Aid (SRA), una entidad establecida en Nueva York ese mismo año por Nancy MacDonald, ciudadana estadounidense. La principal labor de esta organización, que tuvo cuatro oficinas en Francia, era "adoptar" a refugiados españoles que vivían en condiciones precarias. Ofrecían asistencia financiera, como pagos periódicos, y suministros materiales como ropa, zapatos y alimentos, a través de una conexión personal establecida entre una persona o familia estadounidense y la persona refugiada adoptada.
El 19 de septiembre de 2009, en conmemoración del 75 aniversario de su nombramiento como alcaldesa, en Bellprat le rindieron un homenaje con presencia del presidente del Parlamento de Cataluña, Ernest Benach.